# Liogenys pubisternis
Liogenys pubisternis är en skalbaggsart som beskrevs av Bates 1887. Liogenys pubisternis ingår i släktet Liogenys och familjen Melolonthidae. Inga underarter finns listade i Catalogue of Life.